# Милан Богојевић
Милан Богојевић (Земун, 8. август 1981) српски је писац и публициста. Члан Удружења књижевника Србије.

## Биографија
Милан Богојевић рођен је 8. августа 1981. године у Земуну, а одрастао у Попинцима. Након завршене Средње војне школе у Београду, као један од најбољих кадета у рангу, започиње професионалну каријеру у елитној јединици Војске Србије – Гарди. Убрзо након тога, постаје припадник специјалне јединице „Кобре“, задужене за заштиту највиших државних и војних званичника. 
Крајем 2008. године, прихвата позив престолонаследника Александра II Карађорђевића и напушта активну војну службу, прелазећи на дужност у краљевском дому Карађорђевића у Београду. Паралелно са радом, 2010. године завршава студије економије и стиче звање дипломираног економисте. Те исте године, постављен је за секретара Његовог Краљевског Височанства Принца Владимира Карађорђевића, старешине дома Краљевића Андреја Карађорђевића, где ће ту одговорну дужност обављати до 2015. године.
У периоду од 2013. до 2016. године, активно делује у области дипломатије, а потом наставља каријеру у корпоративном сектору безбедности. У оквиру водеће светске компаније из ове области, обавља функцију директора, усмеравајући своје знање и искуство ка међународним стандардима безбедности и управљања ризицима.
Ипак, 2020. године доноси професионалну прекретницу и прелази у јавни сектор, преузимајући дужност директора Туристичке организације општине Инђија. Својим визионарским приступом, иницирао је бројне пројекте који су Инђију позиционирали као једну од водећих туристичких дестинација у Србији. Под његовим вођством, 2021. године отворен је тематски туристички комплекс „Келтско село“, а 2022. године и Галерија „Адлигат“ – први музеј у Инђији.
„Келтско село“ је убрзо постало препознатљива туристичка атракција, освојивши две престижне награде: „Капија успеха“ Привредне коморе Војводине и „Најбоље из Војводине“ коју додељује Покрајински секретаријат за привреду и туризам. Под његовим вођством, Туристичка организација општине Инђија добила је и националну награду „Туристички цвет“ као једна од три најбоље туристичке организације у Србији две године заредом – 2021. и 2022.
Захваљујући успешној реализацији бројних инфраструктурних и промотивних пројеката, Инђија је данас препознатљива и цењена дестинација на туристичкој мапи Србије. Ови резултати сврстали су Милана Богојевића међу истакнуте стручњаке у области туризма, где редовно учествује као предавач и саговорник на стручним скуповима и конференцијама.
Као публициста, Богојевић своје текстове објављује у бројним српским листовима и порталима, међу којима су: „Недељник“, „Борба“, „Глас Србије“, „Краљевске новине“, „Глас академске Србије“, „Водич за живот“ и други.
Редовни је саговорник у емисији „Тамо где смо били“, у којој говори о личностима и догађајима с почетка двадесетог века. Емисија се емитује на више телевизијских станица у Србији, Босни и Херцеговини и Црној Гори.

## Награде
Милан Богојевић је добитник бројних награда и признања за свој рад, хуманитарне активности и допринос култури и друштву, међу којима се истичу:
- Пушкинова златна медаља „За верност слову и делу“ – Москва;
- Награда „Воља чини чуда“ Бранко Радунковић – Вршац;
- Награда „Српско перо“ – Јагодина;
- Видовданска награда – Топола;
- Церска споменица – Шабац;
- Захвалница Прихватилишта за децу Београда за дугогодишњу сарадњу;
- Повеља хуманости „Глас Србије“ – Краљево;
- Захвалница Друштва српских домаћина – Параћин;
- Захвалница Одбора за подизање споменика краљу Петру I – Сремска Митровица;
- Одликовање за идејни допринос СКАНУ – Београд;
- Грамата Свебор савеза Србије за хуманост;
- Захвалница за хуманост и подршку у раду УКС – Београд.

## Дела
Милан Богојевић је аутор више књига које обрађују теме из српске историје, са посебним фокусом на период Првог светског рата, заборављене јунаке и мање познате догађаје. Његова дела истичу се историјским приступом, истраживачким радом и популарним стилом приповедања, којим настоји да широј јавности приближи важне личности и епизоде из српске прошлости.
Објављене књиге:
- ‘‘Атентат 1934’’, Еволута, Београд, 2014;
- ‘‘Милунка Савић – ордење и ожиљци’’, Глас Србије, Краљево, 2017;
- ‘‘Мале приче Великог рата’’, Чвор, Београд, 2018;
- ‘‘Краљ Александар Карађорђевић – Жртва завере’’, Чвор, Београд, 2019;
- ‘‘Заборављени јунаци Великог рата’’, Чвор, Београд, 2020;
- ‘‘Заборављени догађаји Великог рата’’, Чвор, Београд, 2020;
- ‘‘Војсковође вечности’’, Самиздат, 2021;
- ‘‘Принц несреће’’, Прометеј, Нови Сад, 2024;
- ‘‘Раде Пашић – Енигма једног времена’’, Прометеј, Нови Сад, 2024;
- ‘‘Владар из сенке – генерал Петар Живковић’’, Прометеј, Нови Сад, 2025 (у припреми).

У 2025. години књиге ‘‘Милунка Савић – ордење и ожиљци’’, ‘‘Заборављени јунаци Великог рата’’ и ‘‘Заборављени догађаји Великог рата’’ доживеле су нова, допуњена издања у Издавачкој кући Прометеј из Новог Сада.